# Postfaschismus
Als Postfaschismus wird eine politische Strömung in Italien bezeichnet, die aus dem überwundenen historischen Faschismus hervorging und ihre Wurzeln in diesem Erbe sieht, ohne aber die existierende demokratische Ordnung umstoßen zu wollen. Der Begriff kam insbesondere im Zuge der italienischen Fratelli d’Italia auf. In Spanien wurde der Vorläufer der heutigen Partido Popular, die Alianza Popular, als „post-faschistisch“ beziehungsweise als „post-franquistisch“ beschrieben.

## Historischer Hintergrund in Italien
Mit dem Movimento Sociale Italiano (MSI) entstand in Italien bereits 1946 eine von ehemaligen Funktionären der faschistischen Sozialrepublik (RSI) um Giorgio Almirante gegründete politische Partei, die sich anfangs verhalten, später offensichtlicher zum Neofaschismus bekannte. Unter dem in der Partei als moderat geltenden Generalsekretär Gianfranco Fini öffnete sich der MSI Anfang der 1990er Jahre für bürgerliche Wählerschichten und konnte damit, insbesondere nach Aufdeckung des Tangentopoli-Skandals, Erfolge erzielen. So trat der MSI bei den Wahlen 1994 erstmals unter der Bezeichnung Alleanza Nazionale (AN) an und war im Folgenden im Kabinett Berlusconi I erstmals an der Regierung beteiligt, womit die jahrzehntelange Ausgrenzung der Neofaschisten in Italien endete, und konnte nach dem Untergang der Democrazia Cristiana monarchistische, rechtsliberale und rechtskonservative Wähler an sich binden. Nach Auffassung von Piero Ignazi war diese Öffnung eher strategisch und weniger inhaltlich geprägt.
1995 ging der MSI in der Alleanza Nazionale auf. Fini erhob den Anspruch, die neofaschistische in eine „nationalpatriotische“ Partei umzuwandeln. Piero Ignazi attestiert der Partei in den 1990er Jahren eine Kombination aus neo- und postfaschistischen Elementen. Wolfgang Merkel sieht im Übergang vom MSI zur AN eine personelle und programmatische Kontinuität im Rahmen des Neofaschismus. Im weiteren Verlauf der 1990er-Jahre hat sich die AN dann zu einer rechtskonservativen Partei gewandelt. Nach dieser Wandlung wird der AN sowie weitere, aus diesem hervorgegangene Parteien vielfach als postfaschistisch klassifiziert.

## Kritik und Rezeption des Begriffs
2001 kam die der deutschen PDS nahestehende Rosa-Luxemburg-Stiftung zu der Auffassung, dass die Bezeichnung Postfaschismus eine kritische Auseinandersetzung mit der Gesellschaftspolitik der Alleanza Nazionale verhindere. Auch die österreichische Politikwissenschaftlerin Natascha Strobl kritisiert den Begriff als „Wunsch zur Verharmlosung“ und betont die Gemeinsamkeiten und die Kontinuität vom historischen Faschismus zu den heutigen Fratelli d’Italia. Wieder andere, wie beispielsweise die Künstlerin Miriam Cahn, verwenden den Begriff über Italien hinausgehend für jegliche rechts-außen, die offensichtliche Kontinuitäten zu faschistischen Gedankengut aufweisen. Im April 2025 ordnet der Historiker Sven Reichardt in der Frankfurter Allgemeine Sonntagszeitung das Wirken des zweiten Kabinetts Trumps in den USA als postfaschistisch ein.